# Rellotge de carruatge

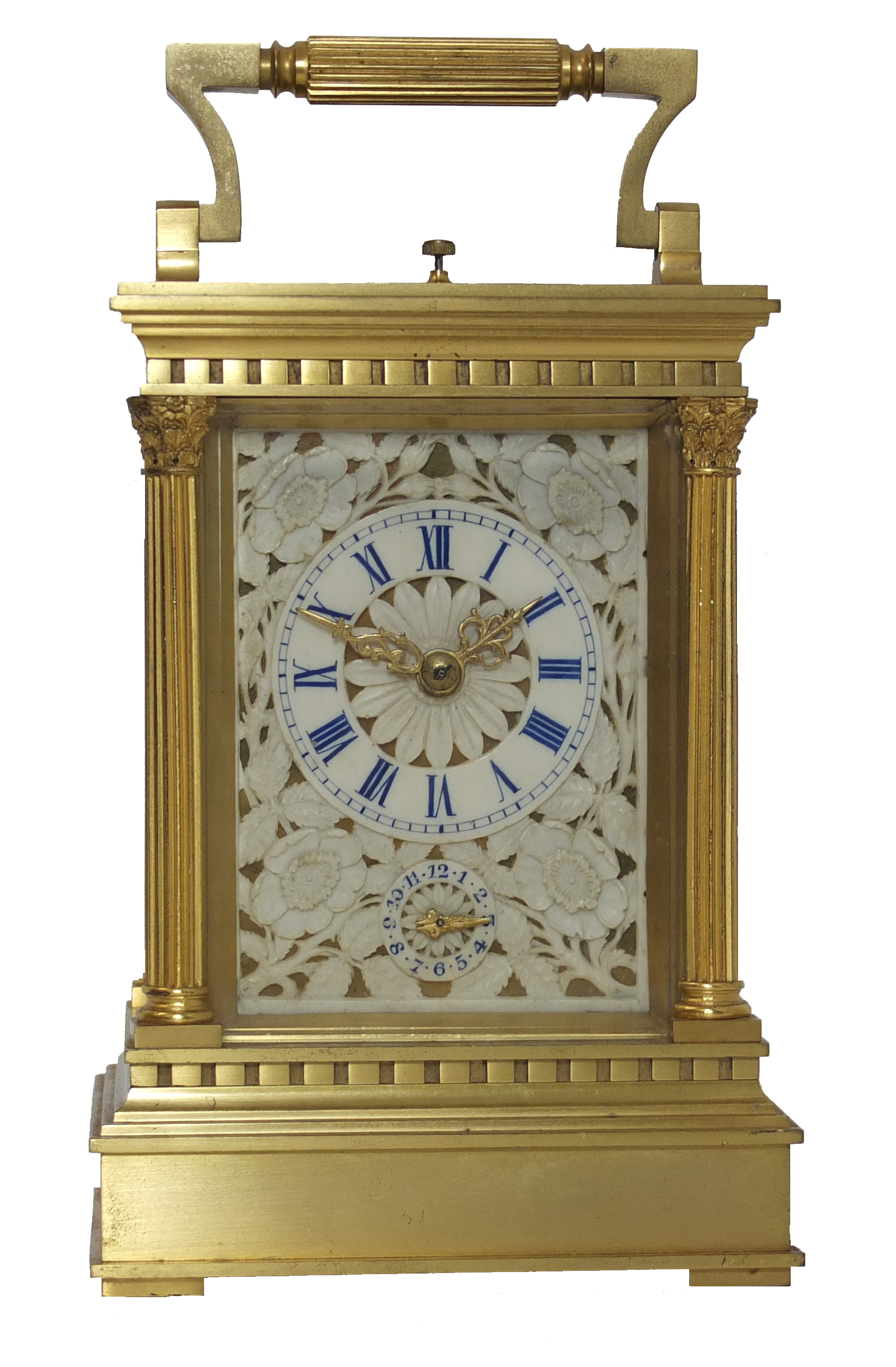
Rellotge carruatge, Armand Couaillet

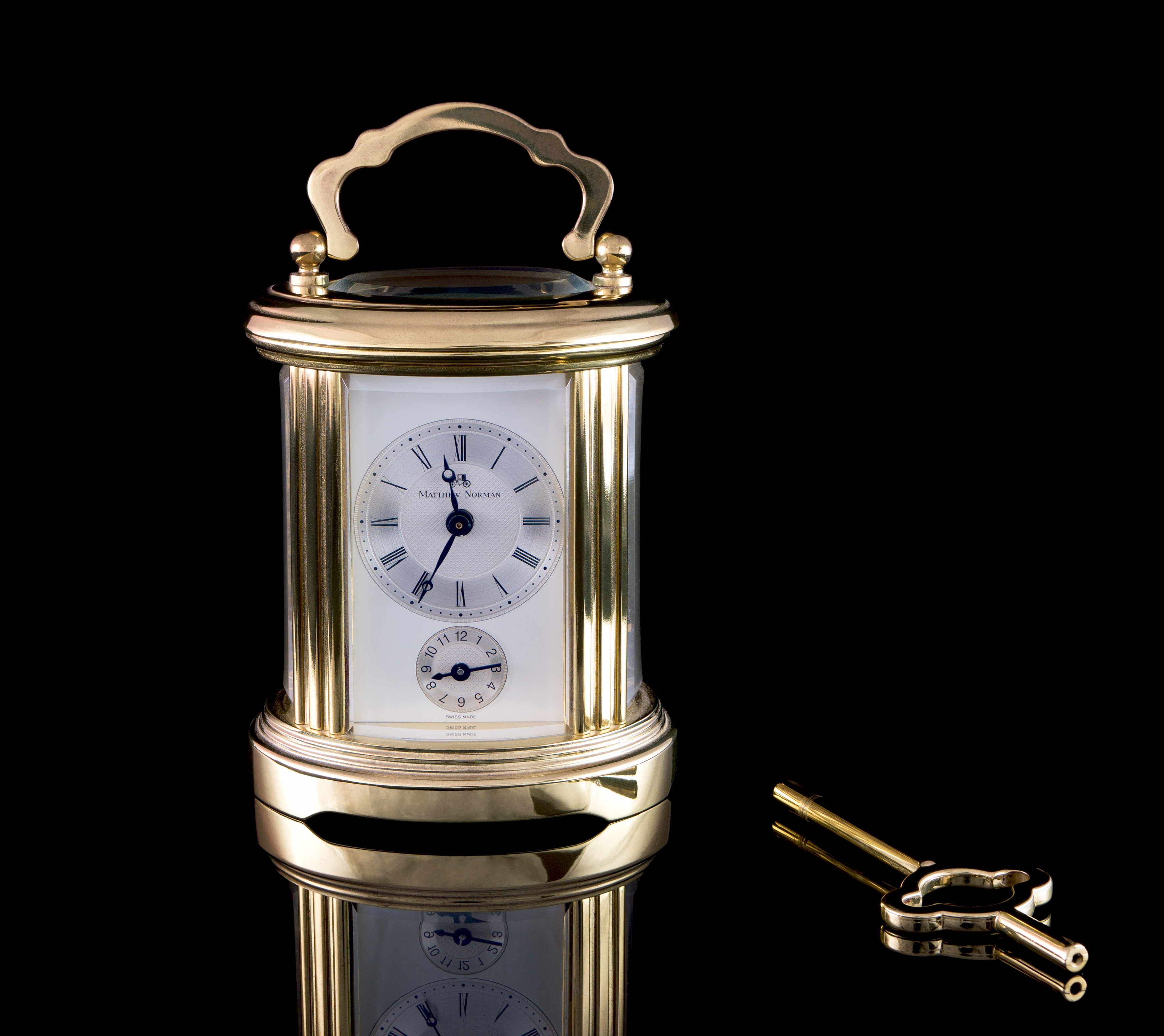
Rellotge de carruatge Matthew Norman amb clau de corda

Un rellotge de carruatge és un petit rellotge accionat per moll, dissenyat per viatjar, desenvolupat a principis del segle XIX a França.

## Història
El primer rellotge de carruatge va ser inventat per Abraham-Louis Breguet per a l'emperador Napoleó el 1812.

## Descripció
La caixa, generalment llisa o de llautó daurat, és rectangular amb una nansa de transport i, sovint, amb panells de vidre o, més rarament, d'esmalt o porcellana. Una característica dels rellotges de carruatge és l' escapament de la plataforma, de vegades visible a través d'una obertura vidriada a la part superior de la caixa. Els rellotges de carruatge utilitzen una balança i un ressort dequilibri per al cronometratge i reemplacen el rellotge de suport de pèndol més gran. La fàbrica d'Armand Couaillet, a Saint-Nicolas d'Aliermont, França, va fabricar milers de rellotges de carruatge entre 1880 i 1920.
En el passat, un rellotge de carruatge ha estat un regal tradicional de les empreses al personal jubilat o amb molts anys de servei. Tot i això, en els temps moderns, amb patrons de treball canviants i hàbits canviants, ja no se sol fer.